# Alberico Barbiano di Belgiojoso
Alberico Barbiano di Belgiojoso, o alternativamente Belgioioso, noto anche come Alberico XII e col cognome di Barbiano di Belgiojoso d'Este che acquisì col matrimonio, II principe di Belgioioso (Milano, 20 ottobre 1725 – Belgioioso, 27 agosto 1813) è stato un nobile, scrittore e militare italiano.

## Biografia
Alberico nacque a Milano il 20 ottobre 1725, figlio di Antonio Barbiano di Belgiojoso e di sua moglie, la contessa Barbara D'Adda.
Beneficiando della ricca posizione raggiunta da suo padre che era da poco stato nominato consigliere privato dell'imperatore a Milano dopo aver ricoperto numerosi incarichi per la città e come ambasciatore, nel 1753 Alberico iniziò la sua carriera pubblica con l'elezione a decurione di Milano. Nel 1754 fu iniziato in Massoneria in una loggia di Vienna. Avviato dal padre al mestiere delle armi, ebbe il proprio battesimo del fuoco nel 1757 quando prese parte insieme a lui alla guerra dei Sette anni e venne poi affidato come aiutante di campo del principe Carlo di Rohan-Soubise col quale prese parte alla battaglia di Roßbach contro i prussiani (il 5 novembre di quell'anno) e grazie al quale si avvicinò notevolmente agli ambienti di corte francesi dell'epoca. Successivamente rientrato a Milano, tornò a Parigi con degli incarichi militari, rimanendovi per tutto l'inverno e frequentando assiduamente i migliori salotti della società aristocratica parigina.
Grazie all'esperienza accumulata ed ai prestigiosi legami intessuti con la Francia e la sua corte, al suo ritorno a Milano, Alberico poteva dirsi tra i patrizi milanesi più in vista alla corte austriaca dove ottenne l'incarico di capo della casa militare del giovanissimo arciduca Ferdinando d'Asburgo-Este sino a divenire comandante degli alabardieri svizzeri in servizio nell'esercito milanese. Legatosi quindi con successo anche alla corte del governatore di Milano, gli vennero affidati incarichi di rappresentanza: nel 1773 quando venne nominato maggiordomo maggiore del duca di Cumberland (figlio di re Giorgio II d'Inghilterra) e di sua moglie, durante la loro permanenza a Milano in quell'anno; tre anni più tardi venne incaricato di recarsi a Torino per invitare ufficialmente il duca di Chiablese Benedetto di Savoia, in occasione delle nozze imperiali e quindi di scortarlo verso il territorio del Ducato di Milano. Nel 1790, in riconoscenza dei servigi prestati alla monarchia asburgica ed allo stato di Milano venne nominato cavaliere dell'ordine del Toson d'oro.
Con la venuta di Napoleone Bonaparte durante la sua prima campagna in Italia nel 1796 e la successiva conquista di Milano, venne arrestato il 24 maggio in quanto giudicato collaborazionista del governo austriaco, ma venne presto rilasciato in virtù dei suoi notevoli agganci con la società ed egli per tutta risposta decise di allontanarsi dalla vita pubblica, rifugiandosi nella propria residenza di campagna, il castello di Belgioioso, nei pressi di Pavia. Napoleone tornò a ricordarsi di lui in occasione dei Comizi di Lione del 1802 e, prescelto come membro del collegio elettorale milanese tra le file dei possidenti, accettò questo nuovo incarico conferitogli dal governo francese. Malgrado ciò, resta difficile ancora oggi interpretare in maniera inequivocabile il suo atteggiamento nei confronti dei napoleonici e del loro governo della città di Milano in quanto, sebbene nel 1806 ricevette la medaglia di cavaliere dell'Ordine della Corona ferrea e nel 1808 venne proposto da Eugenio di Beauharnais come senatore del Regno d'Italia, si mantenne sempre estraneo a tutti gli avvenimento politici del periodo, probabilmente cercando semplicemente di mediare con gli occupanti senza renderseli ostili. Nel 1811 donò alla città di Pavia l'obelisco di piazza Castello. Fu proprio presso il suo castello di Belgioioso che dal 1812 al 1813 soggiornò il poeta Ugo Foscolo come suo ospite ed amico, presenziando alla sua morte che lo colse il 27 agosto del 1813.

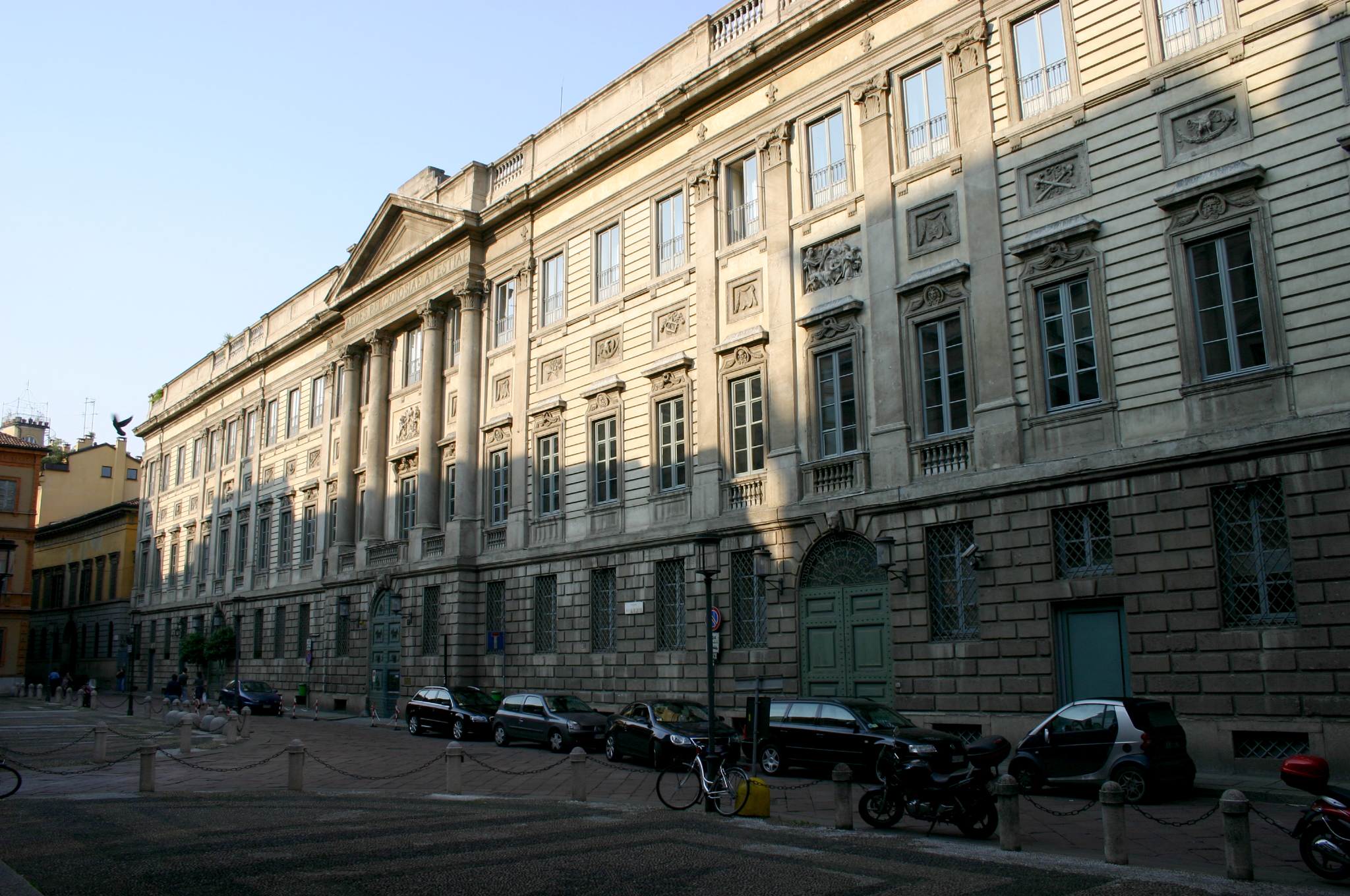
Palazzo Belgioioso, fatto erigere su commissione di Alberico a Giuseppe Piermarini.

Uomo colto ed amante delle lettere e delle arti, presso la sua residenza di Belgioioso raccolse una grandiosa biblioteca personale con preziosi manoscritti antichi e pergamene di notevole valore che in seguito sono state donate alla Biblioteca Trivulziana di Milano. Nel 1772 incaricò il noto architetto del neoclassicismo milanese Giuseppe Piermarini di costruire per la sua famiglia un grande palazzo nel centro storico di Milano, palazzo Belgioioso, concluso nel 1782.
Per molto tempo fu erroneamente ritenuto il vero destinatario del poemetto Il giorno del Parini in quanto la figura del "giovin signore" ben si adattava alla sua persona, arrivando persino a ritenere molti che lo stesso poeta milanese tardasse nella pubblicazione del testo in quanto il Belgiojoso vi si era troppo riconosciuto e minacciava ritorsioni contro di lui. Il primo a sollevare dubbi su tale diceria fu Giosuè Carducci, che ebbe modo di studiarne gli scritti ed in particolare il ricco carteggio intrattenuto da Alberico stesso con suo fratello Ludovico (perdurato dal 1765 al 1789, periodo durante il quale anch'egli fu militare) che ad oggi costituisce uno spaccato unico, dettagliato, a tratti irriverente e satirico, della società milanese dell'epoca.

## Matrimonio e figli
Il 10 giugno 1757 a Milano, Alberico sposò la principessa Anna Ricciarda d'Este (2 luglio 1735 - 3 maggio 1777), figlia di Carlo Filiberto II d'Este, principe di San Martino in Rio ed ultimo discendente della linea sigismondina degli Este di San Martino (cugino dei Principi di Monaco perché figlio di Maria Teresa Grimaldi di Monaco), e Teresa Sfondrati. La coppia ebbe insieme cinque figli:
- Barbara (1759-1833), sposò Antonio Litta Visconti Arese, I duca Litta
- Rinaldo Alberico (1760-1823), III principe di Belgioioso, sposò la contessa Elisabetta Mellerio
- Maria Beatrice Ricciarda Teresa Vittoria Gioacchina (1763-1782), sposò Giuseppe Alfonso dal Pozzo della Cisterna. Fu nonna paterna della principessa Maria Vittoria dal Pozzo della Cisterna, regina di Spagna e moglie del duca Amedeo di Savoia-Aosta.
- Francesco Ludovico (1767-1805), sposò Amalia Canziani
- Ercole (1771-1847), sposò Carolina Pessina. La coppia ebbe sei figli tra cui la contessa Ricciarda Barbiano di Belgiojoso d'Este (1802 - 1879) che fu ritrattista in miniatura.

Dopo la scomparsa del principe l'ex feudo venne diviso: "il primogenito ebbe, oltre al titolo di principe del S.R.I. e di Belgioioso, il castello ed il territorio di San Colombano al Lambro. Il titolo comitale restò al ramo cadetto, unitamente al castello di Belgioioso, in parte proprietà dei conti...". Questa porzione del maniero è stata di recente acquisita dal Comune di Belgioioso.

## Ascendenza
|                                                                          |                                    |                                                 | Genitori                                       |  |  | Nonni |  |  | Bisnonni                                            |  |  | Trisnonni                                               |  |
|                                                                          |                                    |                                                 |                                                |  |  |       |  |  | Carlo Barbiano di Belgiojoso, V conte di Belgioioso |  |  | Alberico Barbiano di Belgiojoso, IV conte di Belgioioso |  |
|                                                                          |                                    |                                                 |                                                |  |  |       |  |  | Carlo Barbiano di Belgiojoso, V conte di Belgioioso |  |  | Alberico Barbiano di Belgiojoso, IV conte di Belgioioso |  |
|                                                                          |                                    | Giulia Affaitati                                |                                                |  |  |       |  |  | Carlo Barbiano di Belgiojoso, V conte di Belgioioso |  |  |                                                         |  |
| Giovanni Barbiano di Belgiojoso                                          |                                    |                                                 |                                                |  |  |       |  |  | Carlo Barbiano di Belgiojoso, V conte di Belgioioso |  |  |                                                         |  |
|                                                                          |                                    | Francesca Malombra                              | Filippo Malombra                               |  |  |       |  |  |                                                     |  |  |                                                         |  |
|                                                                          |                                    | Francesca Malombra                              | Filippo Malombra                               |  |  |       |  |  |                                                     |  |  |                                                         |  |
|                                                                          |                                    | Francesca Malombra                              | Bianca Lucia Castiglioni                       |  |  |       |  |  |                                                     |  |  |                                                         |  |
| Antonio Barbiano di Belgiojoso, I principe di Belgioioso                 |                                    | Francesca Malombra                              |                                                |  |  |       |  |  |                                                     |  |  |                                                         |  |
|                                                                          |                                    | Gaudenz Fortunat von Wolkenstein-Trostburg      | Albrecth von Wolkenstein                       |  |  |       |  |  |                                                     |  |  |                                                         |  |
|                                                                          |                                    | Gaudenz Fortunat von Wolkenstein-Trostburg      | Albrecth von Wolkenstein                       |  |  |       |  |  |                                                     |  |  |                                                         |  |
|                                                                          |                                    | Gaudenz Fortunat von Wolkenstein-Trostburg      | Giovanna Madruzzo                              |  |  |       |  |  |                                                     |  |  |                                                         |  |
| Isabelle von Wolkenstein-Trostburg                                       |                                    | Gaudenz Fortunat von Wolkenstein-Trostburg      |                                                |  |  |       |  |  |                                                     |  |  |                                                         |  |
|                                                                          |                                    | Margaretha Anna Maria von Altemps               | Giovanni Pietro d'Altemps, III duca di Gallese |  |  |       |  |  |                                                     |  |  |                                                         |  |
|                                                                          |                                    | Margaretha Anna Maria von Altemps               | Giovanni Pietro d'Altemps, III duca di Gallese |  |  |       |  |  |                                                     |  |  |                                                         |  |
|                                                                          |                                    | Margaretha Anna Maria von Altemps               | Isabella Lante Montefeltro Della Rovere        |  |  |       |  |  |                                                     |  |  |                                                         |  |
| Alberico Barbiano di Belgiojoso                                          |                                    | Margaretha Anna Maria von Altemps               |                                                |  |  |       |  |  |                                                     |  |  |                                                         |  |
|                                                                          | Francesco D'Adda, IV conte di Sale | Costanzo D'Adda, III conte di Sale              |                                                |  |  |       |  |  |                                                     |  |  |                                                         |  |
|                                                                          | Francesco D'Adda, IV conte di Sale | Costanzo D'Adda, III conte di Sale              |                                                |  |  |       |  |  |                                                     |  |  |                                                         |  |
|                                                                          | Francesco D'Adda, IV conte di Sale | Anna Maria Cusani Visconti                      |                                                |  |  |       |  |  |                                                     |  |  |                                                         |  |
| Costanzo D'Adda, V conte di Sale, I marchese di San Giovanni di Pomesana | Francesco D'Adda, IV conte di Sale |                                                 |                                                |  |  |       |  |  |                                                     |  |  |                                                         |  |
|                                                                          |                                    | Lodovica Gallarati                              | Carlo Gallarati, I Marchese di Cerano          |  |  |       |  |  |                                                     |  |  |                                                         |  |
|                                                                          |                                    | Lodovica Gallarati                              | Carlo Gallarati, I Marchese di Cerano          |  |  |       |  |  |                                                     |  |  |                                                         |  |
|                                                                          |                                    | Lodovica Gallarati                              | Antonia Taverna di Landriano                   |  |  |       |  |  |                                                     |  |  |                                                         |  |
| Barbara D'Adda                                                           |                                    | Lodovica Gallarati                              |                                                |  |  |       |  |  |                                                     |  |  |                                                         |  |
|                                                                          |                                    | Giuseppe Visconti Aicardi, VIII conte di Bronno | Alfonso Visconti Aicardi, VII conte di Bronno  |  |  |       |  |  |                                                     |  |  |                                                         |  |
|                                                                          |                                    | Giuseppe Visconti Aicardi, VIII conte di Bronno | Alfonso Visconti Aicardi, VII conte di Bronno  |  |  |       |  |  |                                                     |  |  |                                                         |  |
|                                                                          |                                    | Giuseppe Visconti Aicardi, VIII conte di Bronno | Isabella Cornazzano                            |  |  |       |  |  |                                                     |  |  |                                                         |  |
| Antonietta Visconti Aicardi                                              |                                    | Giuseppe Visconti Aicardi, VIII conte di Bronno |                                                |  |  |       |  |  |                                                     |  |  |                                                         |  |
|                                                                          |                                    | …                                               | …                                              |  |  |       |  |  |                                                     |  |  |                                                         |  |
|                                                                          |                                    | …                                               | …                                              |  |  |       |  |  |                                                     |  |  |                                                         |  |
|                                                                          |                                    | …                                               | …                                              |  |  |       |  |  |                                                     |  |  |                                                         |  |
|                                                                          |                                    | …                                               |                                                |  |  |       |  |  |                                                     |  |  |                                                         |  |